# Kalarrýtes
Kalarrýtes, en grec moderne : Καλαρρύτες, est un village et un ancien dème du district régional de Ioánnina, en Épire, Grèce. Depuis 2010, il est fusionné au sein du dème des Tzoumérka-du-Nord.
Selon le recensement de 2011, la population du dème compte 192 habitants tandis que celle du village s'élève à 130 habitants.